# Abel-François Villemain
Abel-François Villemain, född den 9 juni 1790 i Paris, död där den 8 maj 1870, var en fransk författare och statsman.
Villemain ägnade sig åt läraryrket, men idkade tidigt skriftställeri. Han prisbelöntes av Franska akademien 1812 för Éloge de Montaigne och 1816 för Éloge de Montesquieu, blev 1814 professor i fransk litteratur vid Sorbonne och valdes 1821 till ledamot av nämnda akademi. Han utnämndes 1819 till "maître de requêtes", men avsattes 1827, då han ådrog sig Villèles och ultrarojalisternas hat genom att tillsammans med Chateaubriand och Lacretelle författa den böneskrift, som Franska akademien inlämnade till Karl X mot censuren. Han upphöjdes av Ludvig Filip till pär 1831, valdes 1834 till Franska akademiens ständige sekreterare och var undervisningsminister 29 oktober 1840-6 januari 1845. 
Ernst Wallis skriver i Nordisk Familjebok: "Som historisk och litteraturhistorisk författare är V. utmärkt genom grundliga studier, sundt omdöme, opartiskhet och hofsamhet samt klar och glänsande stil." Wallis avger även omdömet: "Han var en af de utmärktaste föreläsare Frankrike någonsin egt." Mest berömda är de föreläsningar, som Villemainn höll 1827-1830 och vilka strax därefter utgavs i tryck med titlarna Cours d'éloquence (1827) och Cours de littérature française (6 band, 1828-30). Bland hans övriga skrifter märks Histoire de Cromwell (2 band, 1819), den historiska romanen Lascaris (1825), Études de litteraturs ancienne et étrangère (1846; 3:e upplagan 1865), Choix d'études sur la litterature contemporaine (1857) och Histoire de Grégoire VII (1873). Hans samlade arbeten utgavs i 15 band 1854-1858.